# Marie-Perrine Durand
Marie-Perrine Durand, née Marie Perrine Créchriou le 6 décembre 1851 à Pleumeur-Gautier et morte le 18 janvier 1933 au phare du Paon au nord de l'île de Bréhat, est la première femme gardienne de phare française reconnue par l'administration.

## Biographie
Fille de François Créchriou, tailleur d'habits, et de Marie Louise Le Lagadec, lingère, son épouse, mariés en 1842, Marie Perrine Créchriou naît à Pleumeur-Gautier en 1851.
Devenue couturière, elle se marie à vingt-quatre ans avec Jean Marie Durand, gardien du phare des Triagoz, qui meurt pendant une tempête neuf ans plus tard, en 1890, en la laissant avec cinq enfants âgés de 8 ans à 3 mois,.
Durand postule pour garder le phare du Rosédo sur l'île de Bréhat. Elle y est acceptée après avoir réussi le concours de gardien de phare. Elle n'est payée que 30 francs par mois, et sa pension annuelle est de 129 francs, ce qui n'est pas suffisant pour vivre. Marie-Perrine Durand est également la gardienne du phare du Paon pendant trente-trois ans, jusqu'à sa mort en 1933,. Elle a formé cinq autres femmes à son métier, dont sa fille Aline Durand.